# Burmannia pusilla
Burmannia pusilla är en enhjärtbladig växtart som först beskrevs av John Miers, och fick sitt nu gällande namn av George Henry Kendrick Thwaites. Burmannia pusilla ingår i släktet Burmannia och familjen Burmanniaceae. Inga underarter finns listade i Catalogue of Life.